# Marian Śmiglak
Marian Franciszek Śmiglak (ur. 14 stycznia 1902 w Poznaniu, zm. 3 grudnia 1952 tamże) – polski piłkarz występujący na pozycji obrońcy.
Śmiglak urodził się w rodzinie Marii i Franciszka. Był ich drugim dzieckiem. Miał trzech braci: Stanisława (1900–1982), Józefa (1904–1992) i Kazimierza (1910–1992). Karierę piłkarską rozpoczął w Klubie Sportowym Posnania, skąd przeniósł się do Pogoni Poznań. W 1925 roku zasilił Wartę Poznań, którą reprezentował przez siedem sezonów. W „Zielonych” zadebiutował 29 marca 1925 roku w wygranym 4:2 meczu z TKS–em Toruń. Śmiglak zdobył z drużyną w sezonie 1929 mistrzostwo, natomiast w sezonie 1925 i 1928 wicemistrzostwo Polski. W sezonie 1926 oraz 1927 Warta uplasowała się na zakończenie rozgrywek na trzecim miejscu w tabeli. W 1932 roku Śmiglak ponownie został piłkarzem Pogoni Poznań, w której występował do 1934 roku. Dodatkowo był reprezentantem Wielkopolski i Poznania.

## Statystyki klubowe
| Sezon | Klub         | Liga   | Liga krajowa | Liga krajowa |
| ----- | ------------ | ------ | ------------ | ------------ |
| Sezon | Klub         | Liga   | Mecze        | Bramki       |
| 1925  | Warta Poznań | MP     | 5            | 0            |
| 1926  | Warta Poznań | MP     | 6            | 3            |
| 1927  | Warta Poznań | I Liga | 20           | 1            |
| 1928  | Warta Poznań | I Liga | 21           | 1            |
| 1929  | Warta Poznań | I Liga | 22           | 0            |
| 1930  | Warta Poznań | I Liga | 2            | 2            |
| 1931  | Warta Poznań | I Liga | 8            | 0            |
| Razem | Razem        | Razem  | 84           | 2            |

## Sukcesy

### Warta Poznań
- Mistrzostwo Polski w sezonie 1929
- Wicemistrzostwo Polski (2 razy) w sezonach: 1925 i 1928
- Trzecie miejsce w mistrzostwach Polski (2 razy) w sezonach: 1926 i 1927